# Război cu salamandrele
Război cu salamandrele (în limba cehă Válka s Mloky) este un roman științifico-fantastic satiric din 1936, scris de autorul ceh Karel Čapek. Prezintă descoperirea în Pacific a unei rase inteligente de salamandre, care sunt inițial înrobite și exploatate. Acestea dobândesc cunoștințe umane și se răzvrătesc, ceea ce duce la un război global pentru supremație. Există asemănări evidente cu piesa R.U.R. scrisă anterior de Čapek, dar conține și câteva teme originale. Salamandrele joacă rolul roboților din R.U.R. sau al carburatorilor din Fabrica de absolut. 
Romanul a fost descris ca o "lucrare clasică" de science fiction de către autorul și criticul science fiction Damon Knight. Acesta este considerat de mulți drept primul roman distopic și astăzi este încă considerat de mulți cea mai bună carte de science fiction scrisă vreodată. Timp de mulți ani romanul a fost greu de obținut, iar copiile anterioare au fost vândute cu peste o sută de dolari în Statele Unite. 
Război cu salamandrele este unul din cele mai vehemente și mai bine realizate pamflete sociale, deghizat sub haina unei utopii științifico-fantastice. Este o scriere antifascistă, în care descrie într un limbaj științifico-fantastic alegoria lumii civilizate amenințate de către fascism. 

## Prezentare
Căpitanul van Toch găsește pe o insulă din Oceanul Pacific o specie de salamandră care este foarte ușor de educat. Acestea devin mai întâi o acuzație a lumii moderne, dar apoi sunt folosite ca cea mai ieftină forță de muncă de monopolurile capitaliste. Capitaliștii lacomi le învață să utilizeze unelte provocând înmulțirea lor exponențială și apoi le transportă în toată lumea. Ei le organizează și le înarmează într-o cursă nebunească a profiturilor fabuloase, dar nu prevăd consecințele acțiunilor lor dar sunt și neputincioși să țină piept unei astfel de situații.
În goana după spațiu vital, salamandrele, care sunt animale marine, ajung să inunde pe rând toate țările și continentele și reușesc să domine planeta întreagă.
Ajunse stăpânele plantei, la fel cum au procedat anterior și oamenii, ele încep să se lupte între ele pentru putere, dând astfel o șansă oamenilor să-și ia planeta înapoi.  
În final se sugerează ideea pesimistă a ciclurilor infinite care ar regiza istoria și care ar duce la momente fericite după catastrofe planetare. 

## Traduceri
- Război cu salamandrele. Hordubal, Editura pentru Literatura Universală, colecția Clasicii literaturii universale, 1961
- Război cu salamandrele, Editura Pentru Literatură, colecția Biblioteca pentru toți, nr. 215; traducere de Constantin Toiu și Mihai Pop, 1964
- Război cu salamandrele, Editura Univers, 1985
- Război cu salamandrele, Editura Tinerama, colecția Cartea albă, 1992

## Vezi și
- UNESCO Collection of Representative Works